# Wysokie Mazowieckie
Wysokie Mazowieckie è una città polacca del distretto di Wysokie Mazowieckie nel voivodato della Podlachia.
Ricopre una superficie di 15,24 km² e nel 2004 contava 9 234 abitanti.